# Goulds incakolibrie
Goulds incakolibrie (Coeligena inca) is een vogel uit de familie Trochilidae (kolibries). De soort werd in 1852 door  John Gould geldig beschreven als Bourcieria inca, waarbij deze geslachtsnaam een eerbetoon was aan de Franse vogelkundige Jules Bourcier.

## Kenmerken
De vogel is 14,5 cm lang en is van boven glanzend groen. De kop is donker, met een kleine witte stip achter het oog en een lichtbruin gekleurde keel. Verder zit er een opvallend witte partij op de staartpennen, waarvan de uiteinden weer donkergroen zijn.

## Verspreiding en leefgebied
Er zijn twee ondersoorten:
- C. i. omissa: zuidoostelijk Peru.
- C. i. inca: Bolivia

De soort komt voor in het oostelijk deel van de Andes op hoogten tussen 1600 en 3200 meter boven zeeniveau.